# Justino Jiménez de Aréchaga Moratorio
Justino Jiménez de Aréchaga Moratorio (1850-1904) fue un abogado, político y profesor uruguayo.

## Biografía
Se graduó en 1873, llegando a ser vicerrector de la Universidad de la República en 1876.
Daba clases en la misma universidad, desempeñándose como profesor de Derecho Constitucional.
Fue diputado entre los años 1896 y 1898 y Senador entre 1899 y 1901. 
Publicó varias revistas y periódicos y dejó numerosos ensayos y libros sobre derecho constitucional y político, que son material de consulta permanente en el Uruguay del siglo XX. 
Contrajo matrimonio con María Vargas con quien tuvo 5 hijos: María Corina, Elena, María Inés, Horacio y Justino.